# 4 Eskadra Lotnictwa Łącznikowego

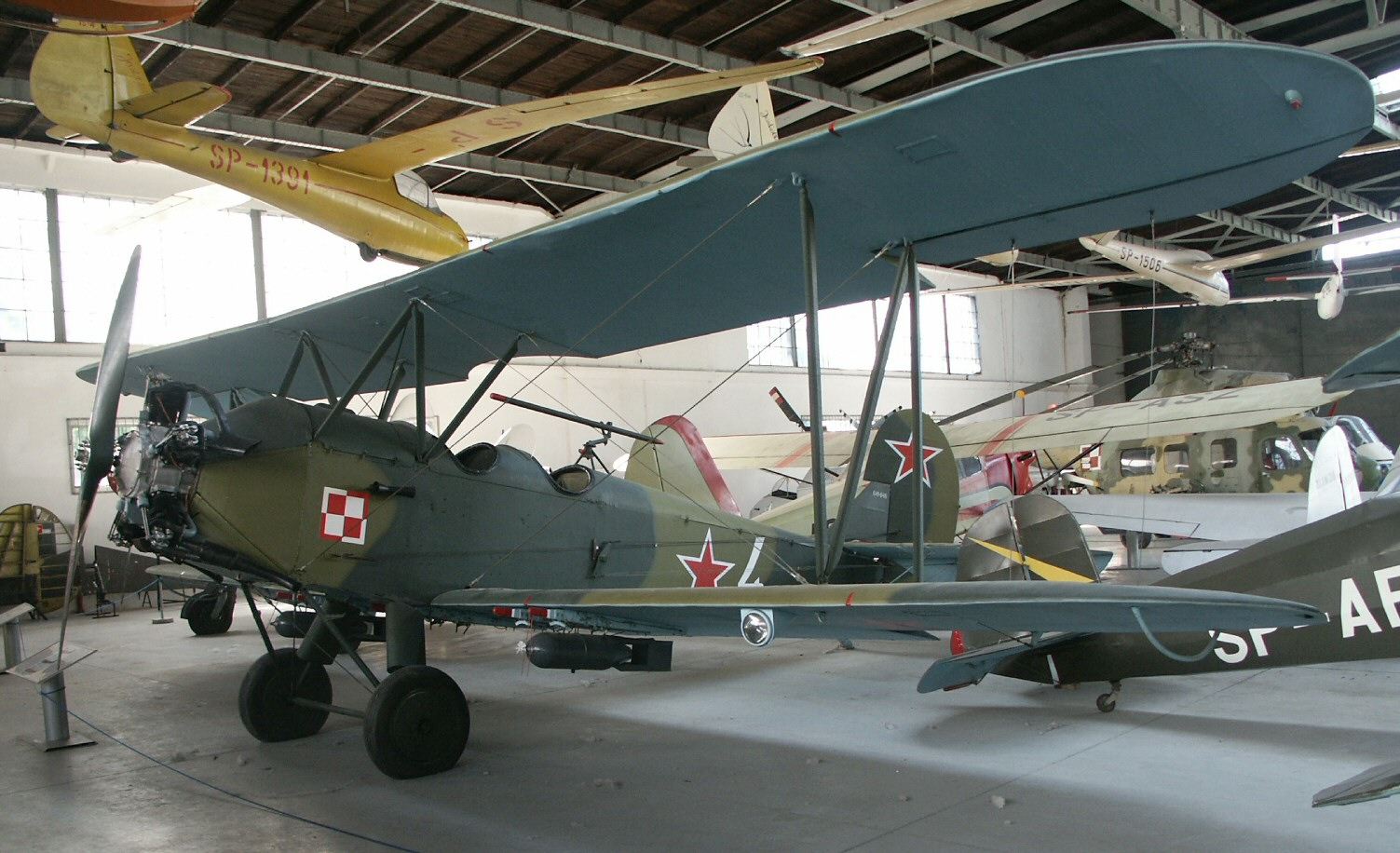
Po-2

4 Eskadra Lotnictwa Łącznikowego (4 elł) – pododdział lotnictwa łącznikowego ludowego Wojska Polskiego.

## Formowanie i zmiany organizacyjne
Sformowana drugiej połowie sierpnia 1944 roku w Przywołżańskim Okręgu Wojskowym. Na  początku  września 1944 roku jednostka przebazowana została do Polski i 11 września wcielona do Wojska Polskiego. Znajdowała się w dyspozycji Szefostwa Łączności WP. Bazowała na lotnisku Nasutów.
1 maja 1945 roku w eskadrze było 98 ludzi, w tym 31 oficerów, 30 podoficerów i 37 szeregowców, oraz 10 samolotów Po-2.
We wrześniu 1945 roku rozformowano 4 Eskadrę Lotnictwa Łącznikowego.

## Działania eskadry
Eskadra wykonywała loty na zapleczu frontu, przewoziła oficerów Naczelnego Dowództwa i Sztabu Głównego WP do jednostek wojskowych. Przewoziła też przedstawiciele naczelnych  władz państwowych na trasach: z Lublina do Białegostoku, Siedlec, Rzeszowa, Przemyśla i do innych miejscowości wyzwolonych w 1945 roku.

## Obsada personalna eskadry
- dowódca — mjr Bielajew
- zastępca dowódcy do spraw pol.-wychowawczych - ppor. Kowalski
- szef sztabu — kpt. Antonienko